# Distretto di El Kseur
Il distretto di El Kseur è un distretto della provincia di Béjaïa, in Algeria, con capoluogo El Kseur.